# ファイバー (数学)
数学において、用語ファイバー (fiber, fibre) は文脈によって次の2つの意味を持つ：
1. 素朴集合論において、写像 f: X → Y のもとでの集合 Y の元のファイバーとは、単元集合 {y} の f による逆像のことである。
2. 代数幾何学において、スキームの射のファイバーの概念は、一般に全ての点が閉とは限らないから、より注意深く定義されなければならない。

## 定義

### 素朴集合論におけるファイバー
f: X → Y を写像とする。元 y ∈ Y のファイバー は、
{\displaystyle f^{-1}(\{y\})=\{x\in X\,|\,f(x)=y\}}
と定義され、f−1(y) とも書かれる。
様々な応用においてこれはまた次のようにも呼ばれる：
- 写像 f による {\displaystyle \{y\}} の逆像、
- 写像 f による {\displaystyle \{y\}} の原像、
- 点 y における関数 f の等位集合。

等位集合という用語は f が実数値でしたがって y が単に数であるときにのみ用いられる。f が Rd の領域上の連続関数で、y が f の像に入っていれば、f に対する y の等位集合は、2次元空間内の曲線や、3次元空間内の曲面、一般には d − 1 次元の超曲面である。

### 代数幾何学におけるファイバー
代数幾何学において、f: X → Y がスキームの射であれば、Y の点 p のファイバーはファイバー積 {\displaystyle X\times _{Y}\operatorname {Spec} k(p)} である、ただし k(p) は p における剰余体。

## Terminological variance
用語「ファイバー」、「逆像」、「原像」、「等位集合」の推奨された使い方は以下のとおりである：
- 写像 f のもとでの元 y のファイバー
- 写像 f のもとでの集合 {\displaystyle \{y\}} の逆像
- 写像 f のもとでの集合 {\displaystyle \{y\}} の原像
- 点 y における関数 f の等位集合。

用語の濫用によって、以下のように使われることがあるが、避けるべきである：
- 元 y における写像 f のファイバー
- 元 y における写像 f の逆像
- 元 y における写像 f の原像
- 写像 f のもとでの点 y の等位集合。

## 例
f を実関数 {\displaystyle f\colon \mathbb {R} \to \mathbb {R} ,\,x\mapsto x^{2}} とし、y を実数とする。
- y > 0 であれば、y のファイバーは二元集合 {\displaystyle \{{\sqrt {y}},-{\sqrt {y}}\}} である。
- y = 0 であれば、y のファイバーは単元集合 {\displaystyle \{0\}} である。
- y < 0 であれば、y のファイバーは空集合 {\displaystyle \varnothing } である。